# نحميا

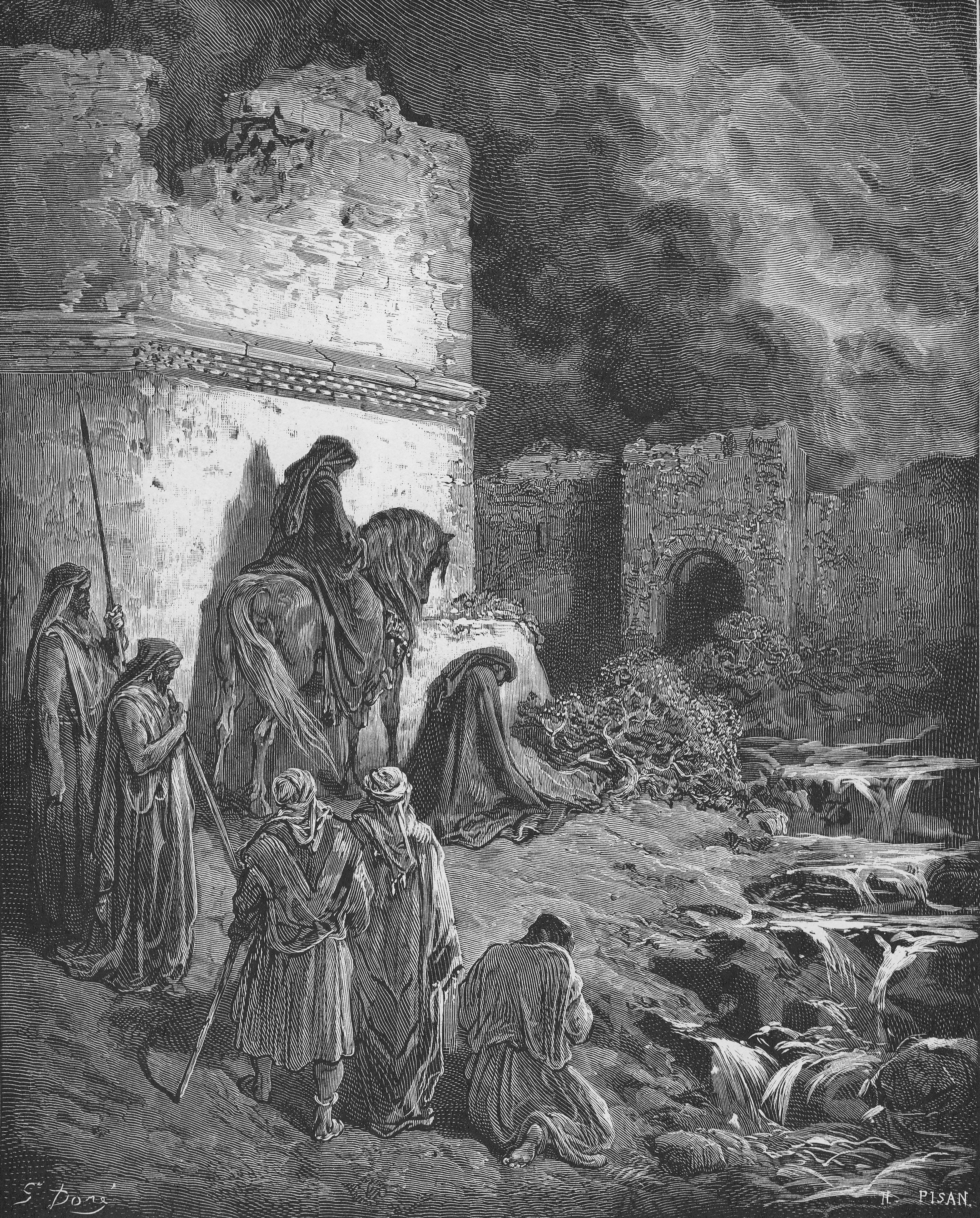
نحميا

نحميا هو زعيم عبراني من أهل القرن الخامس قبل الميلاد.
ينسب إليه سفر نحميا الذي كتبه مؤلف مجهول الذي بين سنة 350 إلى سنة 300 قبل الميلاد.